# 安巴通德拉扎卡
安巴通德拉扎卡是馬達加斯加的城市，也是阿拉奧特拉-曼古羅區的首府，位於該國東北部阿勞特拉湖以南，距離首都塔那那利佛約150公里，海拔高度800米，2004年人口75,675。